# 马果
马果（藏語：མག་སྒོ།）是印度阿鲁纳恰尔邦达旺县听布乡（Thingbu circle）的一个村庄，人口486人。该地区属于中华人民共和国与印度领土争议地区，中国将其划归西藏自治区山南市错那市管辖，是中华人民共和国民政部第四批增补藏南地区公开使用地名中的一个。